# William Thomas Stearn

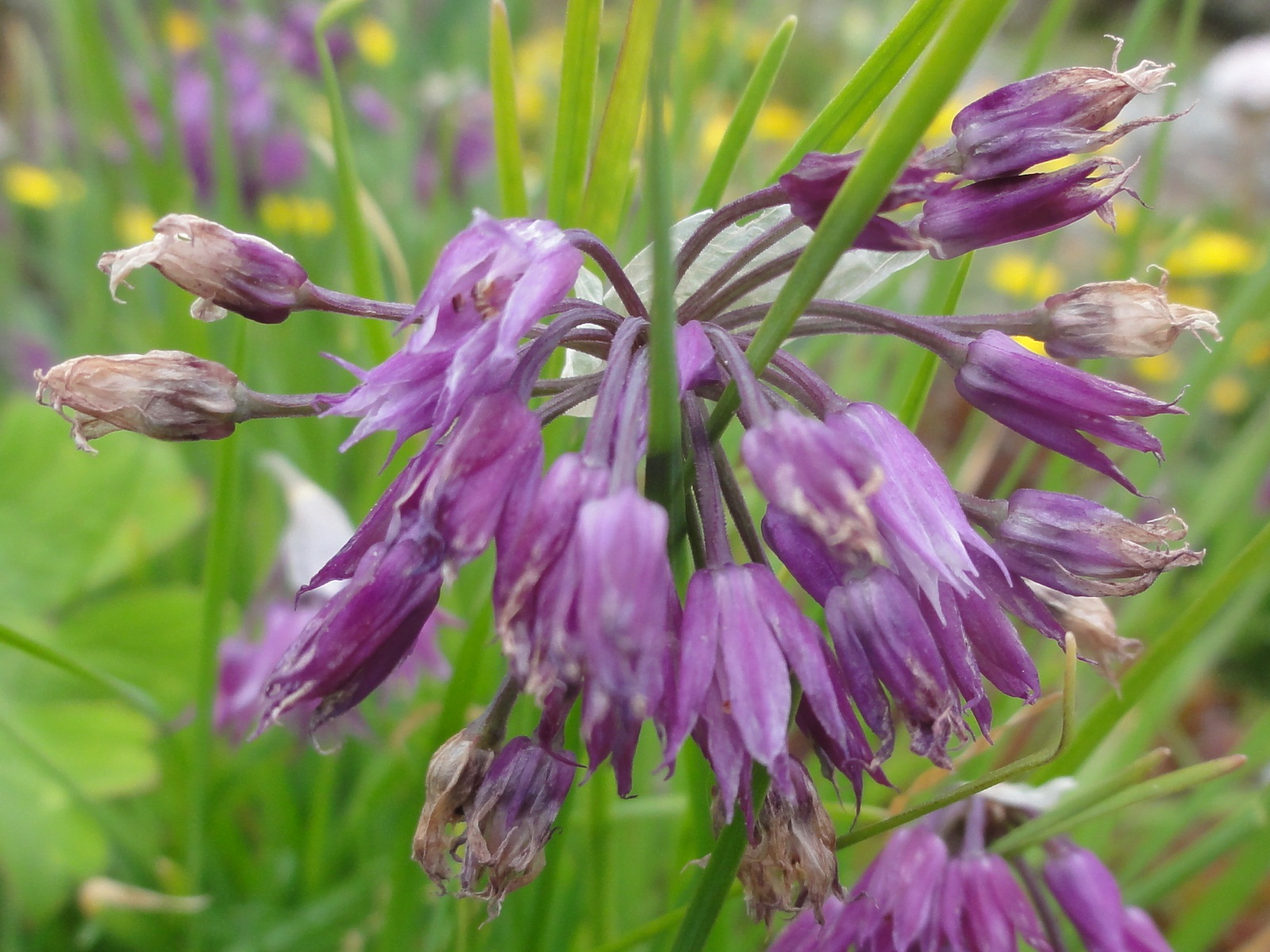
Allium farreri beskrevs 1930 av William T. Stearn. Den är uppkallad efter Reginald John Farrer.

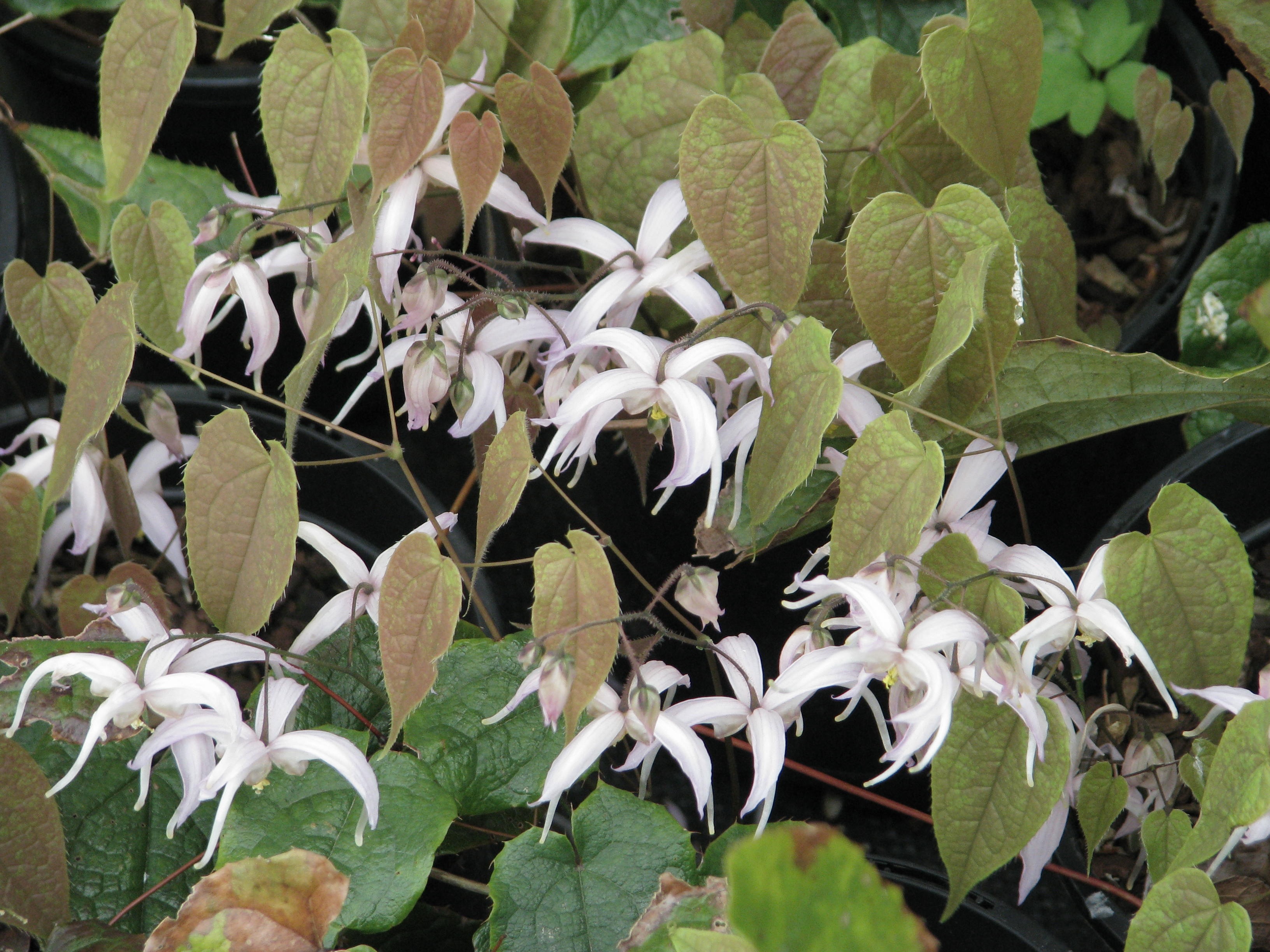
Släktet Epimedium tog upp Stearns intresse hela livet: här E. leptorrhizum som han beskrev 1933...

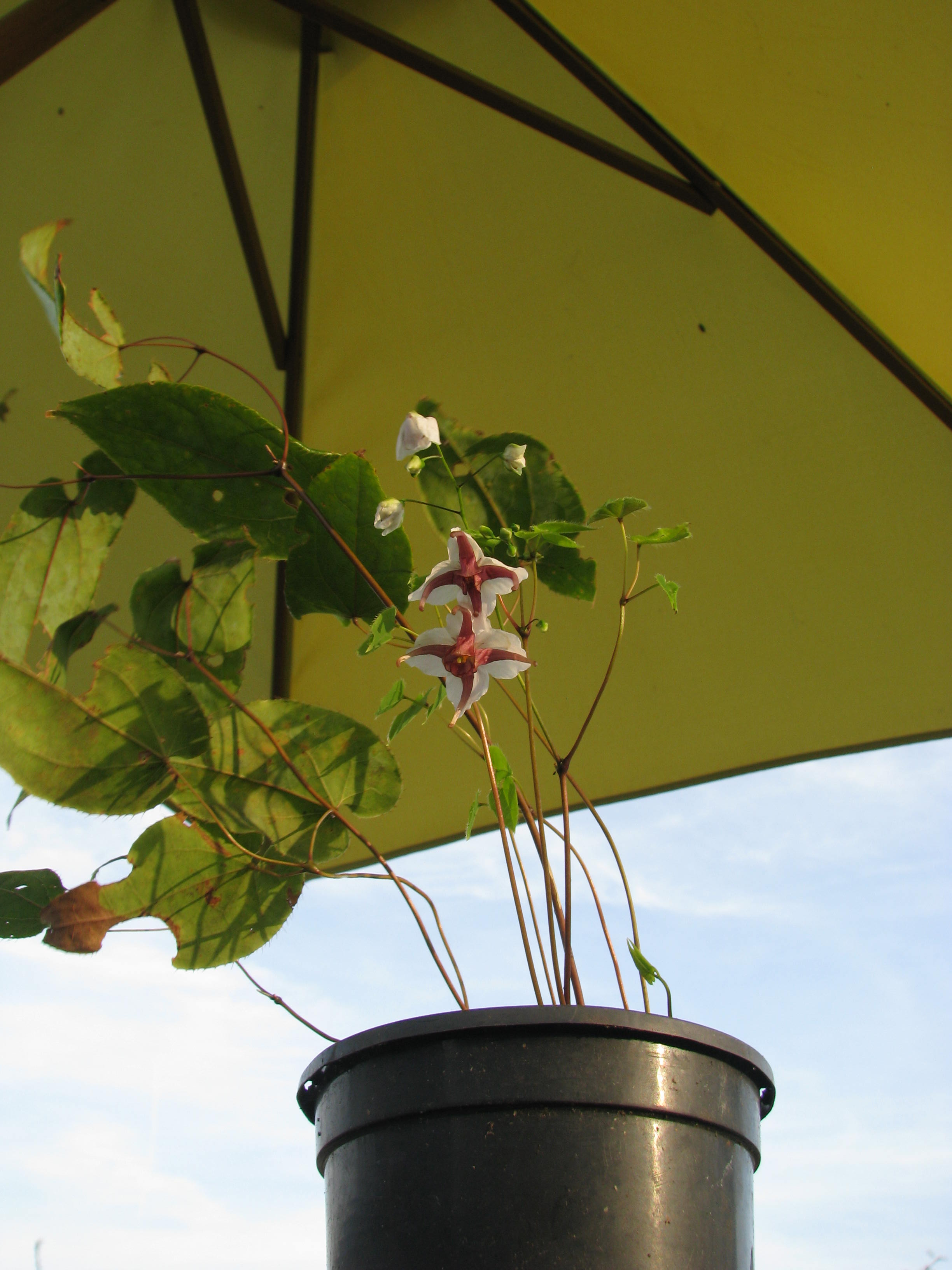
...och här E. epsteinii beskriven av Stearn 1997 (uppkallad efter Harold Epstein).

William Thomas Stearn, född den 16 april 1911 i Cambridge, död den 9 maj 2001 i Kingston upon Thames var en briitisk botaniker.
Stearn har beskrivit över 400 växtarter. Hans mest kända böcker är Dictionary of Plant Names for Gardeners och Botanical Latin.

## Levnad
William Thomas Stearn föddes som den äldste av fyra söner till William Stearn och Ellen "Nellie" Stearn och gick på Cambridge and County School for Boys från 1922 där hans intresse för botanik vaknade och som gav honom en god utbildning i grekiska och latin. På fritiden arbetade han som trädgårdshjälp. Vid faderns död 1929 tvingades han av familjens ekonomiska situation att sluta skolan och ta anställning i en bokhandel. Han fortsatte dock att studera på sin fritid, gick på kvällskurser i paleobotanik, hållna av Albert Charles Seward och Harry Godwin, tyska och klassiska språk och besökte ofta Cambridge University Botanic Garden. Seward ordnade också tillträde till herbariet och universitetsbiblioteket åt honom. 1933 fick Stearn anställning som bibliotekarie vid Royal Horticultural Society, där han, med ett avbrott 1941-1945 för tjänstgöring i flygvapnet som medicinsk assistent under andra världskriget i Indien och Burma, stannade till 1952. Detta år fick han anställning vid den botaniska avdelningen på Natural History Museum - en tjänst han behöll till sin pensionering 1976. Han fortsatte dock verka vid museet, var ordförande för Linnean Society of London (1979-1982) samt verkade som visiting professor i botanik vid University of Cambridge (1977-1983) och vid University of Reading (1977-1983).
Han gifte sig 1940 med Ruth Alford och tillsammans fick de två döttrar och en son.

## Verk
Stearn skrev sin första artikel som 18-åring 1929 om det första fyndet i Storbritannien av algsvampen Peronospora corollaea, som han hade hittat på en blåklocka. Året därpå beskrev han sin första art, lökväxten Allium farreri Under de drygt sjuttio år som följde publicerade han runt femhundra artiklar och böcker, inte bara om taxonomi utan även biografier (han var speciellt en kännare av Carl von Linné och John Lindley), bibliografier och verk om botanikens historia, botaniskt latin och botaniska illustrationer. Bland hans monografier märks verk om Vinca, Epimedium och Lilium och han skrev flera avsnitt i Flora Europaea; speciellt om 110 arter av släktet Allium, som han var en världsauktoritet på. Botanical Latin, som han påbörjade under kriget och vars första upplaga publicerades 1966, efter över 20 års arbete, ses som hans magnum opus. Hans mer populärt inriktade Dictionary of Plant Names for Gardeners omfattar ungefär 6000 vetenskapliga namn på kulturväxter, vars betydelse/ursprung förklaras. Stearn var också upphovsman till den första International Code of Nomenclature for Cultivated Plants 1953.

### Utvalda verk
- The Art of Botanical Illustration, med Wilfrid Blunt, Collins, London, 1950 (nyupplaga på Dover 1994, ISBN 9780486272658).
- An introduction to the 'Species Plantarum' and cognate botanical works of Carl Linnaeus, Ray Society, 1957.
- Botanical Latin - History, Grammar, Syntax, Terminology and Vocabulary, London, 1966 (2 uppl. 1973, 3 uppl. 1983, 4 uppl. 1992 ISBN 9780881923216).
- Stearn's dictionary of plant names for gardeners, 1992 (2002 ISBN 9780881925562).
- John Lindley (1799–1865): gardener, botanist and pioneer orchidologist: Bi-centenary celebration volume, 1999. ISBN 9781851492961.

Auktorsnamnet Stearn kan användas för William Thomas Stearn i samband med ett vetenskapligt namn inom botaniken; se Wikipediaartiklar som länkar till auktorsnamnet.

## Utmärkelser
William T. Stearn utsågs till kommendör av Nordstjärneorden 1979 och av Brittiska imperieorden 1997. Han tilldelades Linnean Medal av Linnean Society 1976, Asa Gray Award av American Society of Plant Taxonomists 2000 och Stora Linnémedaljen i guld av Kungliga Vetenskapsakademien 1972. Han promoverades till hedersdoktor vid universiteten i Leiden 1960, Cambridge 1967 och Uppsala 1972 samt valdes in som ledamot i Kungliga Vetenskapsakademien 1983.

## Eponym
Allium stearnii, Berberis stearnii, Epimedium stearnii, Justicia stearnii  och Schefflera stearnii är uppkallade efter William T. Stearn.